# Zagreb Indoors 2008 - Qualificazioni singolare
Le qualificazioni del singolare  dello Zagreb Indoors 2008 sono state un torneo di tennis preliminare per accedere alla fase finale della manifestazione. I vincitori dell'ultimo turno sono entrati di diritto nel tabellone principale. In caso di ritiro di uno o più giocatori aventi diritto a questi sono subentrati i lucky loser, ossia i giocatori che hanno perso nell'ultimo turno ma che avevano una classifica più alta rispetto agli altri partecipanti che avevano comunque perso nel turno finale.
Le qualificazioni del torneo PBZ Zagreb Indoors  2008 prevedevano 32 partecipanti di cui 4 sono entrati nel tabellone principale.

## Teste di serie
1. Jan Hernych (secondo turno)
2. Serhij Stachovs'kyj (ultimo turno)
3. Ivo Klec (primo turno)
4. Ilija Bozoljac (ultimo turno)

1. Marko Tkalec (ultimo turno)
2. Ivan Dodig (ultimo turno)
3. Dawid Olejniczak (primo turno)
4. Sébastien de Chaunac (Qualificato)

## Qualificati
1. George Bastl
2. Blaž Kavčič

1. Pavol Cervenak
2. Sébastien de Chaunac

## Tabellone

### Legenda
| - Q = Qualificato - WC = Wild card - LL = Lucky loser | - ALT = Alternate - SE = Special Exempt - PR = Protected Ranking | - w/o = Walkover - r = Ritirato - d = Squalificato |

### Sezione 1
|  | Primo turno           | Primo turno           | Primo turno           | Primo turno | Primo turno |  |  | Secondo turno | Secondo turno         | Secondo turno | Secondo turno | Secondo turno |   |   | Ultimo turno | Ultimo turno | Ultimo turno | Ultimo turno | Ultimo turno |  |
|  |                       |                       |                       |             |             |  |  |               |                       |               |               |               |   |   |              |              |              |              |              |  |
|  | 1                     | Jan Hernych           | 7                     | 4           | 6           |  |  |               |                       |               |               |               |   |   |              |              |              |              |              |  |
|  |                       | Nikola Mektić         | 65                    | 6           | 4           |  |  | 1             | Jan Hernych           | 4             | 6             | 2             |   |   |              |              |              |              |              |  |
|  | George Bastl          | George Bastl          | George Bastl          | 6           | 6           |  |  |               | George Bastl          | 6             | 3             | 6             |   |   |              |              |              |              |              |  |
|  | Jaroslav Pospíšil     | Jaroslav Pospíšil     | Jaroslav Pospíšil     | 0           | 3           |  |  |               |                       |               |               |               |   |   |              | George Bastl | George Bastl | 6            | 6            |  |
|  | Pierre-Ludovic Duclos | Pierre-Ludovic Duclos | Pierre-Ludovic Duclos | 6           | 6           |  |  |               |                       | 5             | Marko Tkalec  | Marko Tkalec  | 4 | 2 |              |              |              |              |              |  |
|  | Vjekoslav Skenderovic | Vjekoslav Skenderovic | Vjekoslav Skenderovic | 3           | 2           |  |  |               | Pierre-Ludovic Duclos | 6             | 63            | 2             |   |   |              |              |              |              |              |  |
|  | 5                     | Marko Tkalec          | Marko Tkalec          | 6           | 6           |  |  | 5             | Marko Tkalec          | 3             | 7             | 6             |   |   |              |              |              |              |              |  |
|  |                       | Nick Van Der Meer     | Nick Van Der Meer     | 4           | 3           |  |  |               |                       |               |               |               |   |   |              |              |              |              |              |  |

### Sezione 2
|  | Primo turno    | Primo turno         | Primo turno         | Primo turno | Primo turno |  |  | Secondo turno | Secondo turno       | Secondo turno       | Secondo turno | Secondo turno |   |   | Ultimo turno | Ultimo turno        | Ultimo turno | Ultimo turno | Ultimo turno |  |
|  |                |                     |                     |             |             |  |  |               |                     |                     |               |               |   |   |              |                     |              |              |              |  |
|  | 2              | Serhij Stachovs'kyj | Serhij Stachovs'kyj | 6           | 1           |  |  |               |                     |                     |               |               |   |   |              |                     |              |              |              |  |
|  |                | Massimo Dell'Acqua  | Massimo Dell'Acqua  | 1           | 0r          |  |  | 2             | Serhij Stachovs'kyj | Serhij Stachovs'kyj | 6             | 7             |   |   |              |                     |              |              |              |  |
|  | Luca Vanni     | Luca Vanni          | Luca Vanni          | 6           | 6           |  |  |               | Luca Vanni          | Luca Vanni          | 1             | 65            |   |   |              |                     |              |              |              |  |
|  | Josko Topic    | Josko Topic         | Josko Topic         | 2           | 3           |  |  |               |                     |                     |               |               |   |   | 2            | Serhij Stachovs'kyj | 6            | 1            | 3            |  |
|  | Blaž Kavčič    | Blaž Kavčič         | Blaž Kavčič         | 6           | 6           |  |  |               |                     |                     | Blaž Kavčič   | 2             | 6 | 6 |              |                     |              |              |              |  |
|  | Antonio Šančić | Antonio Šančić      | Antonio Šančić      | 2           | 0           |  |  | Blaž Kavčič   | Blaž Kavčič         | Blaž Kavčič         | 6             | 6             |   |   |              |                     |              |              |              |  |
|  |                | Ante Pavić          | 6                   | 4           | 6           |  |  | Ante Pavić    | Ante Pavić          | Ante Pavić          | 2             | 1             |   |   |              |                     |              |              |              |  |
|  | 7              | Dawid Olejniczak    | 4                   | 6           | 3           |  |  |               |                     |                     |               |               |   |   |              |                     |              |              |              |  |

### Sezione 3
|  | Primo turno       | Primo turno       | Primo turno     | Primo turno | Primo turno |  |  | Secondo turno  | Secondo turno  | Secondo turno | Secondo turno | Secondo turno |   |   | Ultimo turno | Ultimo turno   | Ultimo turno | Ultimo turno | Ultimo turno |  |
|  |                   |                   |                 |             |             |  |  |                |                |               |               |               |   |   |              |                |              |              |              |  |
|  |                   | Saša Tuksar       | 2               | 6           | 6           |  |  |                |                |               |               |               |   |   |              |                |              |              |              |  |
|  | 3                 | Ivo Klec          | 6               | 3           | 2           |  |  | Saša Tuksar    | Saša Tuksar    | 4             | 7             | 64            |   |   |              |                |              |              |              |  |
|  | Pavol Cervenak    | Pavol Cervenak    | Pavol Cervenak  | 6           | 6           |  |  | Pavol Cervenak | Pavol Cervenak | 6             | 5             | 7             |   |   |              |                |              |              |              |  |
|  | Denis Macukevič   | Denis Macukevič   | Denis Macukevič | 1           | 1           |  |  |                |                |               |               |               |   |   |              | Pavol Cervenak | 7            | 65           | 6            |  |
|  | Antonio Veić      | Antonio Veić      | 6               | 1           | 6           |  |  |                |                | 6             | Ivan Dodig    | 62            | 7 | 2 |              |                |              |              |              |  |
|  | Nikola Martinovic | Nikola Martinovic | 3               | 6           | 1           |  |  |                | Antonio Veić   | Antonio Veić  | 3             | 5             |   |   |              |                |              |              |              |  |
|  | 6                 | Ivan Dodig        | Ivan Dodig      | 6           | 6           |  |  | 6              | Ivan Dodig     | Ivan Dodig    | 6             | 7             |   |   |              |                |              |              |              |  |
|  |                   | Uros Vico         | Uros Vico       | 3           | 4           |  |  |                |                |               |               |               |   |   |              |                |              |              |              |  |

### Sezione 4
|  | Primo turno     | Primo turno          | Primo turno          | Primo turno | Primo turno |  |  | Secondo turno | Secondo turno        | Secondo turno        | Secondo turno        | Secondo turno |   |   | Ultimo turno | Ultimo turno   | Ultimo turno | Ultimo turno | Ultimo turno |  |
|  |                 |                      |                      |             |             |  |  |               |                      |                      |                      |               |   |   |              |                |              |              |              |  |
|  | 4               | Ilija Bozoljac       | Ilija Bozoljac       | 6           | 6           |  |  |               |                      |                      |                      |               |   |   |              |                |              |              |              |  |
|  |                 | Timo Nieminen        | Timo Nieminen        | 4           | 2           |  |  | 4             | Ilija Bozoljac       | Ilija Bozoljac       | 6                    | 6             |   |   |              |                |              |              |              |  |
|  | Tomáš Cakl      | Tomáš Cakl           | Tomáš Cakl           | 7           | 6           |  |  |               | Tomáš Cakl           | Tomáš Cakl           | 3                    | 4             |   |   |              |                |              |              |              |  |
|  | Thomas Schoorel | Thomas Schoorel      | Thomas Schoorel      | 64          | 4           |  |  |               |                      |                      |                      |               |   |   | 4            | Ilija Bozoljac | 1            | 7            | 1            |  |
|  | Deni Zmak       | Deni Zmak            | Deni Zmak            | 6           | 6           |  |  |               |                      | 8                    | Sébastien de Chaunac | 6             | 5 | 6 |              |                |              |              |              |  |
|  | Grega Žemlja    | Grega Žemlja         | Grega Žemlja         | 2           | 3           |  |  |               | Deni Zmak            | Deni Zmak            | 2                    | 2             |   |   |              |                |              |              |              |  |
|  | 8               | Sébastien de Chaunac | Sébastien de Chaunac | 6           | 6           |  |  | 8             | Sébastien de Chaunac | Sébastien de Chaunac | 6                    | 6             |   |   |              |                |              |              |              |  |
|  |                 | Vilim Visak          | Vilim Visak          | 1           | 0           |  |  |               |                      |                      |                      |               |   |   |              |                |              |              |              |  |